# 黑人小茅屋街
《黑人小茅屋街》（法語：La Rue Cases-Nègres）是一部於1983年上映的電影。該片由尤桑·巴爾琪執導。它取景1930年代的馬提尼克，講述一群在甘蔗田里工作黑人，並被白人雇主嚴厲對待。它改編自約瑟夫·佐貝爾一本同名半自傳小說。

## 劇情
主角约瑟是一個1930年代住在馬提尼克島農村地區的小男孩。他周圍的許多人與他住在一起，包括他的祖母曼婷，他們在甘蔗地裡打工，但被白人老闆威嚇，且薪水很低。曼婷患有慢性病，經歷了數次心臟發作，但都康復後並繼續工作來支持约瑟。
约瑟是一名孤兒，所以將名叫梅杜茲的老人當作父親，他喜歡向喬斯講述非洲的故事。约瑟在祖母的堅持下上學，她不希望孫子最終在田野度過餘生，雖然這是他班級大部分人的命運。梅杜茲失踪了，约瑟發現他死於甘蔗田。為了賺取自己的午餐錢，约瑟被騙去為一個住在學校附近的女人做家務，導致他老是上課遲到並陷入麻煩。儘管如此，约瑟在法語課和寫作方面十分出色。
在學校，约瑟與混血男孩萊奧波德交了朋友，但萊奧波德的白人父親不希望他與黑人田野工人交往。當他開車經過看到约瑟和萊奧波德在玩，他馬上命令萊奧波德上車，但在嘗試找回萊奧波德所騎的馬時被它踢了肚子而導致重傷。父親在臨終前拒絕正式承認萊奧波德為兒子，因為他認為混血兒沒資格攜帶姓氏。
约瑟取得好成績，並獲得了部分獎學金在首都法蘭西堡讀高中。另一個女學生也在學校奪得一席之地，但是她的父親已經將她許諾給其他人，所以不允許她去。约瑟送給她懷錶以示安慰。祖母陪他去首都，並為富裕白人家庭做洗衣婦來支付其餘的開支和生活費。由於约瑟的朋友卡門在鄉村地區和法蘭西堡之間開船，他們得以找到一輛小型拖車作為家。
约瑟應對周圍的壓力，尤其來自於其中一位老師。當他寫一篇關於貧困黑人生活的文章時被指控偷竊，於是逃離了學校，回到了他在城市裡的小棚屋。教授去到他家並告訴约瑟怪錯他了，並道歉且提供全額獎學金和助學金。约瑟獲得了足夠的助學金，來減輕馬蒂恩的洗衣工作。
後來，祖母從當地服裝店為约瑟準備全新的西裝回來時心臟病突發後，约瑟重回了黑棚屋小巷。约瑟發現萊奧波德因竊取老闆的賬本來證明他是在騙工人的工資時被捕。祖母去世後，约瑟進入了一個他無法控制的未來，但他將繼續寫關於他的家和他的兄弟之苦的文章。

## 外部鏈接
- 互联网电影数据库（IMDb）上《黑人小茅屋街》的资料（英文）